# 中国金属学会
中国金属学会是中华人民共和国冶金科技工作者组成的群众性学术团体，是中国科学技术协会主管的社会团体，1956年11月在北京市成立。